# Ultras Yomus
Ultra Yomus es un grupo ultra del Valencia Club de Fútbol de España, fundado en 1983 que cuenta con 300 socios. Aunque en sus inicios el grupo era de carácter apolítico y plural, en la actualidad ideológicamente se les considera de ideología fascista y nacionalistas españoles, con un fuerte componente antisemita y anticatalanista. El grupo ha protagonizado varios episodios violentos. Varios de sus componentes han sido denunciados a la policía y presentan antecedentes penales por agresiones.

## Historia
Sus antecedentes se remontan a finales de la década de los 70 cuando un grupo de jóvenes animaban al Valencia CF portando grandes banderas. Por aquel entonces acudía al fondo norte, un personaje pintoresco y peculiar al cual llamaban Hic Sunt Yomu. En homenaje a él, se le puso el nombre de Hic Sunt Ultras Yomus.

### Primera época 1983-1992
La denominación original del grupo fue Peña Yomus, más tarde Ultras Yomus. Como muchos otros grupos ultras de España que empezaron a crearse a principios de la década de los 80, los Yomus en su primera etapa eran apolíticos y no tenían una ideología definida ni oficial, aunque ciertamente la mayoría de sus miembros destacaban por su fuerte sentimiento valencianista y anticatalanista. El grupo desde sus inicios fue un fiel reflejo de la pluralidad de la juventud y la sociedad de su momento y de él formaban parte miembros pertenecientes a diversas tribus urbanas (heavys, mods, punks o rockers) que convivian en el estadio de Mestalla junto con otros miembros de distintas ideologías y diferente procedencia.
En esta primera etapa en sus logotipos, fanzines y bufandas únicamente aparecía la señera valenciana y una mascota representada por un lobo como únicos distintivos. Pese a carecer de una ideología oficial, en todo caso, se alinean de manera ocasional y puntual con posicionamientos próximos al valencianismo aunque de forma circunstancial, teniendo en cuenta que su masa social desde sus inicios tenía un carácter bastante plural y más bien apolítico. 
Será a partir de principios de la década de los 90 cuando sus fundadores y distintos miembros originales se van desvinculando gradualmente del grupo, hecho que sería aprovechado por grupúsculos nazis para infiltrase dentro del grupo y dominar desde dentro Ultras Yomus. La divergencia empieza a apreciarse con la fundación de la peña Lubo's por parte de algunos antiguos miembros de Yomus, ubicados inicialmente en la curva sur del sector "general de pie" y separados ya fisícamente de Ultras Yomus. La peña Lubo's daría paso en 1994 a la peña Gol Gran ubicada en el gol norte, donde recabaron más antiguos miembros procedentes de Yomus y otros aficionados valencianistas descontentos con el giro ideológico, radical y nazi, que habían tomado los nuevos Yomus.

### Segunda época
A partir de principios de la década de los 90 Ultras Yomus es tomado por grupos radicales nazis como Acción Radical que ya nada tienen que ver con el espíritu plural y apolítico de la Peña Yomus original. Tras un periodo de inactividad iniciado en julio de 2013, Ultras Yomus anunció su regreso al Estadio de Mestalla en diciembre de ese mismo año, aunque según sus propias declaraciones siguen teniendo problemas con la directiva del club.
En un principio se sentaban en esquina de gol sur que da a preferencia, pero tras su regreso la directiva decidió reubicarlos junto con el resto de peñas de animación en la esquina fondo-norte, creándose así Curva Nord.